# Gabriel Carámbula
Gabriel Carámbula (Montevideo; 16 de septiembre de 1965) es un músico y guitarrista uruguayo. Es hijo del actor y comediante uruguayo Berugo Carámbula y de Adriana Semblat. Tiene dos hermanos: Joaquín Carámbula y la actriz y comediante María Carámbula.

## Biografía
Gabriel Carámbula nació en Montevideo, Uruguay, pero cruzó el Río de La Plata desde muy joven, junto con toda su familia. Su conexión con la guitarra comenzó temprana edad y ya a los quince años, fue uno de los fundadores del grupo de rock blues llamado Los Ratones Paranoicos hasta que por diferencias con Juanse por el liderazgo de la banda decidió alejarse y participar en otros proyectos.
Hacia el año 1984, funda y se convierte en el líder y vocalista de la agrupación, Los Perros Calientes, banda con la que acompañó a Fabiana Cantilo en la presentación del disco Detectives y en la grabación de su segundo disco solista Fabiana Cantilo y los Perros Calientes. Entrando en los noventa ya con Los Perros edita Cuando la noche cae y Perfume y dolor, con el cual obtuvo un Disco de Oro (con el clásico «Bajo la rambla» entre sus filas) y con una nueva formación fueron los encargados de abrir los shows de Guns N' Roses en River Plate en 1992.
Fue parte de la banda estable de Fito Páez en su pico de popularidad dejando su huella con los solos en temas clásicos del músico como «Circo Beat». Con Los Perros fueron teloneros de Páez durante su Rueda Mágica Tour 93' por todo el país cerrando con dos Estadio Vélez Sarsfield repletos. En el año 1994 graba el último disco con Los Perros, titulado Los Perros 4, para después iniciar su carrera como solista, en la cual ha editado cinco trabajos discográficos.

## Discografía

### Como solista
- Carámbula (1997)
- Fuego (2000)
- Solo buenos momentos (2001)
- Viviendo urgente (2005)
- En vivo (2018)
- Gloria (2019)
- Demos (2020)
- Undercovers (2021)

### ConLos Perros Calientes
- Los Perros Calientes (1989)
- Cuando la noche cae (1991)
- Perfume y dolor (1992)
- 4 (1994)

### Como músico sesionista, arreglador o invitado
- Ciudad de pobres corazones - Fito Páez (1987)
- Fabiana Cantilo y los Perros Calientes - Fabiana Cantilo (1988)
- El Paso - Alphonso S'Entrega (1988)
- Ey! - Fito Páez (1988)
- Algo mejor - Fabiana Cantilo (1991)
- El amor después del amor - Fito Páez (1992)
- Golpes al vacío - Fabiana Cantilo (1993)
- Circo beat - Fito Páez (1994)
- Sol en cinco - Fabiana Cantilo (1995)
- Euforia - Fito Páez (1996)
- Abre - Fito Páez (1996)
- Naturaleza sangre - Fito Páez (2003)
- Inconsciente colectivo - Fabiana Cantilo (2005)
- El mundo cabe en una canción - Fito Páez (2007)
- Hija del rigor - Fabiana Cantilo (2008)
- Ahora - Fabiana Cantilo (2010)